# Конвенція про конкретні види звичайної зброї
Конве́нція про конкре́тні ви́ди звича́йної збро́ї (ККЗ) Організації Об'єднаних Націй — укладена в Женеві 10 жовтня 1980 року і набула чинності у грудні 1983 року., спрямована на заборону або обмеження застосування певних видів звичайної зброї, котрі вважаються такими, що завдають надмірні нівечення чи наслідки від яких є невибірковими. Повна назва – Конвенція про заборону або обмеження застосування певних видів звичайної зброї, які можуть вважатися такими, що завдають надмірних нівечень або мають невибіркову дію. Конвенція охоплює протипіхотні міни, міни-пастки, запальні боєприпаси, засліплювальну лазерну зброю та знешкодження вибухонебезпечних пережитків війни.

## Призначення
Мета Конвенції та протоколів до неї полягає в тому, щоби встановити нові правила захисту цивільних осіб від поранень зброєю, що використовується у збройних конфліктах, а також убезпечити комбатантів від непотрібних страждань. Конвенція поширюється на уламки, які не виявляються в організмі людини рентгенівським випромінюванням, протипіхотні міни та міни-пастки, а також запальну зброю, засліплювальну лазерну зброю та знешкодження вибухонебезпечних пережитків війни. Сторони конвенції, повинні вживати законодавчих та інших заходів для забезпечення її дотримання.
ККЗ поряд із Конвенцією про хімічну зброю (КХЗ) є захисними обмеженнями для протоколів, що стосуються окремої зброї. Конвенція та протоколи, що додаються до неї, застосовуються у всіх типах збройних конфліктів, як міжнародних, так і неміжнародних. Цього не було до того, коли конвенцію було вперше ухвалено, але її застосування згодом було розширено двома конференціями в 1996 і 2001 роках. Деякі положення, також застосовуються після закінчення відкритих військових дій, наприклад правила протоколів II і V про якомога меншу небезпеку від залишених мін та інших боєприпасів.
У ККЗ відсутні механізми перевірки та правозастосування, а також не прописано формальний процес вирішення питань стосовно її дотримання. Держава-учасниця може відмовитися від своєї прив'язаності до конвенції або будь-якого з протоколів, але вона залишатиметься юридично пов'язаною протягом одного року після повідомлення депозитарію договору, Генеральному секретарю ООН, про свій намір звільнитися від власних зобов'язань.

## Ухвалення та набуття чинності
ККЗ складається з набору додаткових протоколів, вперше озвучених 10 жовтня 1980 року у Женеві та які набули чинності 2 грудня 1983 року. Станом на кінець Липень 2024 р. учасниками конвенції були 128 держав. Деякі з цих країн схвалили лише деякі з п'яти протоколів, причому два, є найменшою вимогою потрібною для того, аби вважатися стороною-підписантом.
Конвенція має п'ять протоколів:
- Протокол I обмежує використання зброї з уламками, які не можна виявити.

- Протокол II обмежує наземні міни та міни-пастки

- Протокол III обмежує використання запалювальної зброї.

- Протокол IV обмежує використання засліплювальної лазерної зброї (ухвалено 13 жовтня 1995 р. у Відні)

- Протокол V встановлює зобов'язання та передовий досвід із знешкодження вибухонебезпечних пережитків війни, затверджений 28 листопада 2003 р. у Женеві.

До Протоколу II 1996 року, було додано поправки (що розширюють межі його застосування), і він набрав чинності 3 грудня 1998 року. Поправка поширила обмеження щодо використання наземних мін на внутрішні конфлікти; додано стандарти надійності мін, котрі встановлюються дистанційно; заборонено використання невиявлюваних уламків у протипіхотних наземних мінах (ПНМ). Нездатність домовитися про заборону наземних мін, привела до укладання Оттавського договору.

## Протокол I: невиявлювані уламки
Протокол I про невиявлювані уламки забороняє використання будь-якої зброї, основна дія якої полягає в ураженні скалками, які неможливо виявити в тілі людини за допомогою рентгенівських променів. Причина в тому, що такі відламки важко видалити і вони завдають непотрібних страждань. Протокол застосовується, коли «основний вплив» зброї полягає у пошкодженні непомітними осколками, і не забороняє будь-яке використання, наприклад, пластику у власне конструкції зброї.

## Протокол II: Міни, міни-пастки та інші пристрої
Основна стаття: Протокол про міни, міни-пастки та інші пристрої
Протокол II про заборону або обмеження застосування мін, мін-пасток та інших пристроїв було змінено 3 травня 1996 року, щоби посилити його положення та розширити сферу застосування, щоб охопити як міжнародні, так і внутрішні збройні конфлікти. Протокол регулює, але не забороняє наземні міни. Він забороняє використання невиявлюваних протипіхотних мін та їх передавання іншим; забороняє застосування несамознищувальних і несамопідривних мін за межами обгороджених, контрольованих та зазначених зон; забороняє встановлення мін та мін-пасток проти цивільних осіб; вимагає від сторін конфлікту знешкоджувати міни та міни-пастки після закінчення конфлікту; розширює зобов'язання щодо моніторингу й інших місій Організації Об'єднаних Націй та її установ; вимагає, щоби держави забезпечували дотримання його положень у межах своєї юрисдикції; та закликає до кримінальних санкцій у разі порушення.

## Протокол III: Запалювальна зброя
Основна стаття: Протокол про запалювальну зброю
Протокол III про заборону або обмеження застосування запалювальної зброї забороняє за будь-яких обставин, робити цивільне населення як таке, окремих цивільних осіб або цивільні об'єкти, метою нападу із застосуванням будь-якої зброї чи боєприпасів, призначених переважно для підпалу об'єктів чи заподіяння опіків людям дією полум'я, тепла або їхнього поєднання, що виникають внаслідок хімічної реакції речовини, скинутої на ціль. Протокол також забороняє використання запалювальної зброї доправленої авіацією, проти військових цілей у межах скупчення цивільних осіб та обмежує використання запалювальної зброї, що доправляється іншими способами. Ліс та інша рослинність, не можуть бути метою нападу, якщо вони не використовуються для приховування бійців чи інших військових цілей. Протокол III перераховує певні типи боєприпасів, як от димові снаряди, які мають лише вторинний або додатковий запалювальний ефект; ці види боєприпасів не вважаються запалювальними.

## Протокол IV: Засліплювальна лазерна зброя
Основна стаття: Протокол про засліплювальну лазерну зброю
Протокол IV про засліплювальну лазерну зброю забороняє використання променевої зброї, навмисно призначеної для досягнення незворотної сліпоти. Сторони протоколу також, погоджуються не передавати таку зброю будь-якій іншій державі або недержавному суб'єкту. Протокол не забороняє лазерні системи, в яких засліплення є випадковим або побічним впливом, але сторони, які погодилися на це, повинні вжити всіх можливих запобіжних заходів, щоб уникнути таких ефектів.

## Протокол V: Вибухонебезпечні пережитки війни
Основна стаття: Протокол про вибухонебезпечні пережитки війни
Протокол V про вибухонебезпечні пережитки війни вимагає знешкодження боєприпасів, що не розірвалися (не вибухлих боєприпасів), як от снаряди касетних бомб, що не розірвалися, і залишена вибухова зброя. Після припинення активних бойових дій, Протокол V встановлює відповідальність сторін, які застосували зброю вибухової дії, за надання допомоги в знешкодженні боєприпасів, що не вибухнули, котрі утворилися внаслідок їхнього застосування. Сторони також зобов'язані з урахуванням певних застережень, надавати відомості про використання ними зброї вибухової дії. Кожна сторона несе відповідальність за територію, що під їхнім контролем після конфлікту. Протокол не застосовується до мін та іншої зброї, що підпадає під дію Протоколу II. Протокол з'явився в підсумку збільшуваного в 1990-х роках усвідомлення того, що захист від боєприпасів, які не вибухнули, недостатній. Протокол було ухвалено 2003 року і він набув чинності 2006 року.

## Інші пропозиції
Станом на 2017 рік, ККЗ не вдалося досягти консенсусу щодо відкриття переговорів стосовно додавання механізму дотримання вимог Конвенції, який допомагав би сторонам виконувати свої зобов'язання, а також переговорів з приводу заборони куль збільшеного калібру (тобто 5,56 або менше). Китайська Народна Республіка і Російська Федерація виступили проти обмежень на проти-транспортні міни, як-от вимоги щодо само-деактивації таких мін. У 2010-х роках ККЗ розпочала перемовини про обмеження смертоносної автономної (діє без участі людини) зброї. Станом на 2021 рік, більшість великих держав виступають проти міжнародної заборони летальної автономної зброї (LAW).

## Дивіться також
- Конвенція про касетні боєприпаси
- Конвенція про заборону хімічної зброї